# Sebastián Porto
Sebastián Oscar Porto (Rafaela, 12 settembre 1978) è un pilota motociclistico argentino.
Registrato all'anagrafe come Sebastián Oscar Porco, ha ottenuto il cambio di cognome dal 1997.

## Carriera
Esordisce nel motomondiale 1994 sul circuito di casa a Buenos Aires a bordo di una Aprilia RS 125 R, non terminando la sua prima gara. L'anno successivo ritenta sempre con una Aprilia ma passando nella classe 250 e sempre sulla pista di casa, ottenendo i suoi primi punti grazie al 13º posto. Da quel momento e fino al 2006 gareggia nella medesima classe. Nel 1996 inizia a competere con maggiore regolarità e conquista il titolo di campione Europeo oltre a partecipare alla stagione intera del campionato mondiale. I primi tre anni (dal 1996 al 1998) non gli portano risultati di gran rilievo, così nel 1999 passa alla Yamaha TZ 250 del team Semprucci.
Porto riesce a cogliere qualche buon risultato arrivando nei primi sei posti e, grazie ad una discreta regolarità, riesce a finire nei primi dieci nei mondiali del 1999 e del 2000. Dopo un 2001 negativo, la Yamaha decide di prenderlo nel team ufficiale e lo affianca al malese Shahrol Yuzy. La casa giapponese gli mette a disposizione la YZR 250, moto che due anni prima aveva vinto il mondiale di categoria. Grazie ad una moto competitiva, il pilota sudamericano può puntare a posizioni di ottimo livello con più continuità, ed ottenere migliori risultati. Infatti ottiene il suo primo podio nel GP di Germania, alle spalle di Marco Melandri ed a Roberto Rolfo.

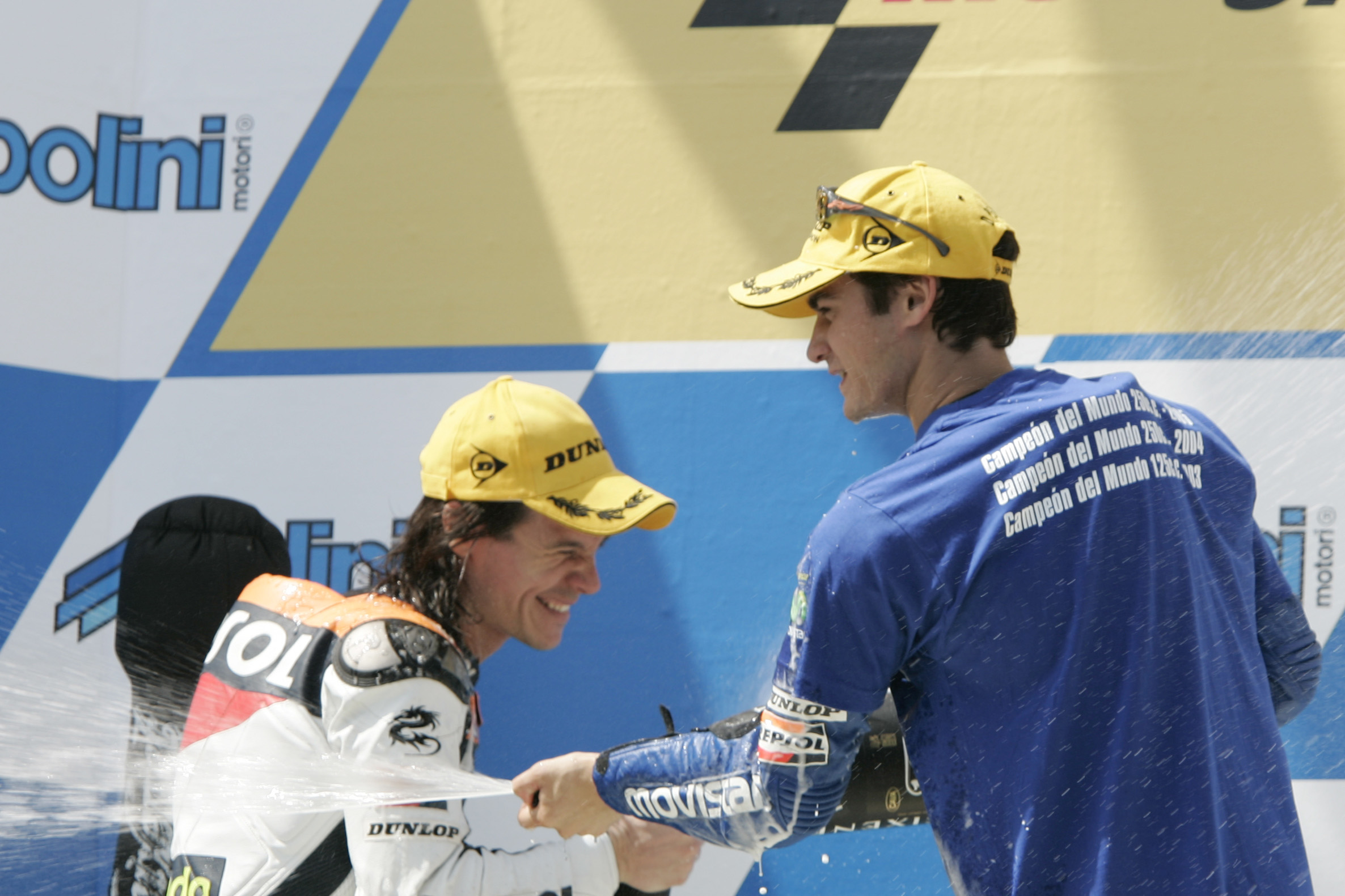
Porto festeggia sul podio, insieme al vincitore Daniel Pedrosa al termine del GP d'Australia del 2005.

Terzo posto cui fanno seguito un secondo posto a Brno, ed un terzo posto all'Estoril sotto la pioggia, dopo essere partito dalla sua prima pole position. La prima vittoria è l'ultimo gradino per poter essere all'altezza dei migliori, vittoria che arriva al GP del Brasile, in una gara sotto la pioggia. Grazie a questi podi, Porto finisce la stagione al quinto posto. Nel motomondiale 2003 passa alla Honda RS250RW ma Porto, grazie anche a qualche suo errore, non riesce ad inserirsi nella lotta al titolo mondiale, finendo la stagione all'ottavo posto in classifica generale senza podi e vittorie.
Così Porto decide di trasferirsi al Repsol - Aspar Team con una Aprilia RSW 250. Con la moto veneta, l'argentino trova il giusto feeling e lotta al vertice del motomondiale 2004 con lo spagnolo Daniel Pedrosa. Al termine della stagione si classifica al secondo posto in classifica generale con cinque vittorie e altrettanti podi, risultati che rendono l'annata 2004 la migliore della sua carriera nel motomondiale. L'anno successivo, sempre con lo stesso team, non sarà così performante e si classificherà al sesto posto finale in classifica generale con una vittoria e tre podi. Nel 2006 passa nuovamente alla Honda, decidendo però di lasciare le corse a metà stagione, alla vigilia del GP di Catalogna 2006.
Porto lascia così il "circus" dopo aver disputato 162 GP (di cui 1 in classe 125), ottenuto 7 vittorie, altri 12 posti sul podio (tra cui 7 secondi), 8 giri veloci e 12 pole position. Passa in seguito a gareggiare in competizioni automobilistiche argentine riservate alle vetture turismo. Tornato alle competizioni motociclistiche, nel 2013 vince il campionato Argentino Supersport per poi prendere parte alle ultime due gare del campionato spagnolo nella categoria Moto2. Iscritto quale pilota titolare al campionato spagnolo Moto2 del 2014, nella stessa stagione torna a correre nel motomondiale, a distanza di otto anni dalla sua ultima gara, prendendo parte al GP d'Argentina come wild card. Negli anni seguenti gareggia nel campionato Brasiliano di motociclismo.

## Risultati nel motomondiale

### Classe 125
| 1994 | Classe | Moto    |  |  |  |  |  |  |  |  |  |  |  |  |     |  |  | Punti | Pos. |
| ---- | ------ | ------- |  |  |  |  |  |  |  |  |  |  |  |  | --- |  |  | ----- | ---- |
| 1994 | 125    | Aprilia |  |  |  |  |  |  |  |  |  |  |  |  | Rit |  |  | 0     |      |

| Legenda | 1º posto        | 2º posto            | 3º posto            | A punti      | Senza punti        | Grassetto – Pole position Corsivo – Giro più veloce |
| Legenda | Gara non valida | Non qual./Non part. | Ritirato/Non class. | Squalificato | '-' Dato non disp. | Grassetto – Pole position Corsivo – Giro più veloce |

### Classe 250
| 1995 | Classe | Moto    |  |  |  |  |  |  |  |  |  |  |  |    |  |  |  |  |  | Punti | Pos. |
| ---- | ------ | ------- |  |  |  |  |  |  |  |  |  |  |  | -- |  |  |  |  |  | ----- | ---- |
| 1995 | 250    | Aprilia |  |  |  |  |  |  |  |  |  |  |  | 13 |  |  |  |  |  | 3     | 28º  |

| 1996 | Classe | Moto    |     |   |    |    |    |    |     |    |  |    |     |     |    |    |    |  |  | Punti | Pos. |
| ---- | ------ | ------- | --- | - | -- | -- | -- | -- | --- | -- |  | -- | --- | --- | -- | -- | -- |  |  | ----- | ---- |
| 1996 | 250    | Aprilia | Rit | 9 | 16 | 12 | 16 | 16 | Rit | 20 |  | 13 | Rit | Rit | 12 | 12 | 13 |  |  | 25    | 19º  |

| 1997 | Classe | Moto    |     |    |     |    |   |   |     |     |    |   |   |    |    |   |   |  |  | Punti | Pos. |
| ---- | ------ | ------- | --- | -- | --- | -- | - | - | --- | --- | -- | - | - | -- | -- | - | - |  |  | ----- | ---- |
| 1997 | 250    | Aprilia | Rit | 12 | Rit | 10 | 9 | 7 | Rit | Rit | 16 | 9 | 9 | 10 | 18 | 9 | 9 |  |  | 60    | 11º  |

| 1998 | Classe | Moto    |     |   |     |     |     |     |   |    |     |     |     |     |     |     |  |  |  | Punti | Pos. |
| ---- | ------ | ------- | --- | - | --- | --- | --- | --- | - | -- | --- | --- | --- | --- | --- | --- |  |  |  | ----- | ---- |
| 1998 | 250    | Aprilia | Rit | 9 | Rit | Rit | Rit | Rit | 6 | NP | Rit | Rit | Rit | Rit | Rit | Rit |  |  |  | 17    | 22º  |

| 1999 | Classe | Moto   |    |    |    |   |   |   |    |     |   |     |   |   |   |   |   |   |  | Punti | Pos. |
| ---- | ------ | ------ | -- | -- | -- | - | - | - | -- | --- | - | --- | - | - | - | - | - | - |  | ----- | ---- |
| 1999 | 250    | Yamaha | 15 | 17 | 12 | 7 | 9 | 9 | 12 | Rit | 7 | Rit | 9 | 6 | 9 | 6 | 6 | 4 |  | 98    | 9º   |

| 2000 | Classe | Moto   |   |   |    |   |    |     |     |   |    |   |   |     |   |   |     |    |  | Punti | Pos. |
| ---- | ------ | ------ | - | - | -- | - | -- | --- | --- | - | -- | - | - | --- | - | - | --- | -- |  | ----- | ---- |
| 2000 | 250    | Yamaha | 8 | 8 | 12 | 9 | 10 | Rit | Rit | 7 | 11 | 9 | 8 | Rit | 8 | 8 | Rit | 11 |  | 83    | 9º   |

| 2001 | Classe | Moto   |   |   |     |   |     |    |    |     |     |   |     |    |     |     |     |     |  | Punti | Pos. |
| ---- | ------ | ------ | - | - | --- | - | --- | -- | -- | --- | --- | - | --- | -- | --- | --- | --- | --- |  | ----- | ---- |
| 2001 | 250    | Yamaha | 9 | 7 | Rit | 8 | Rit | 14 | 14 | Rit | Rit | 8 | Rit | 13 | Rit | Rit | Rit | Rit |  | 39    | 16º  |

| 2002 | Classe | Moto   |   |   |   |   |   |     |   |     |   |   |   |   |   |   |   |     |  | Punti | Pos. |
| ---- | ------ | ------ | - | - | - | - | - | --- | - | --- | - | - | - | - | - | - | - | --- |  | ----- | ---- |
| 2002 | 250    | Yamaha | 5 | 8 | 7 | 8 | 7 | Rit | 4 | Rit | 3 | 2 | 3 | 1 | 8 | 4 | 3 | Rit |  | 172   | 5º   |

| 2003 | Classe | Moto  |   |   |   |     |   |   |   |   |   |   |   |     |     |   |     |   |  | Punti | Pos. |
| ---- | ------ | ----- | - | - | - | --- | - | - | - | - | - | - | - | --- | --- | - | --- | - |  | ----- | ---- |
| 2003 | 250    | Honda | 4 | 4 | 6 | Rit | 8 | 7 | 5 | 6 | 4 | 5 | 5 | Rit | Rit | 8 | Rit | 6 |  | 127   | 8º   |

| 2004 | Classe | Moto    |   |   |     |   |   |   |     |   |   |   |   |   |   |   |   |     |  | Punti | Pos. |
| ---- | ------ | ------- | - | - | --- | - | - | - | --- | - | - | - | - | - | - | - | - | --- |  | ----- | ---- |
| 2004 | 250    | Aprilia | 3 | 7 | Rit | 1 | 4 | 1 | Rit | 2 | 2 | 1 | 2 | 4 | 1 | 2 | 1 | Rit |  | 256   | 2º   |

| 2005 | Classe | Moto    |   |   |   |     |   |     |   |    |   |   |   |     |   |   |   |     |    | Punti | Pos. |
| ---- | ------ | ------- | - | - | - | --- | - | --- | - | -- | - | - | - | --- | - | - | - | --- | -- | ----- | ---- |
| 2005 | 250    | Aprilia | 2 | 9 | 5 | Rit | 5 | Rit | 1 | NE | 5 | 5 | 7 | Rit | 3 | 5 | 2 | Rit | NP | 152   | 6º   |

| 2006 | Classe | Moto  |     |   |    |     |    |    |    |  |  |  |    |  |  |  |  |  |  | Punti | Pos. |
| ---- | ------ | ----- | --- | - | -- | --- | -- | -- | -- |  |  |  | -- |  |  |  |  |  |  | ----- | ---- |
| 2006 | 250    | Honda | Rit | 7 | 10 | Rit | 14 | 13 | NQ |  |  |  | NE |  |  |  |  |  |  | 20    | 18º  |

| Legenda | 1º posto        | 2º posto            | 3º posto            | A punti      | Senza punti        | Grassetto – Pole position Corsivo – Giro più veloce |
| Legenda | Gara non valida | Non qual./Non part. | Ritirato/Non class. | Squalificato | '-' Dato non disp. | Grassetto – Pole position Corsivo – Giro più veloce |

### Moto2
| 2014 | Classe | Moto  |  |  |    |  |  |  |  |  |  |  |  |  |  |  |  |  |  |  | Punti | Pos. |
| ---- | ------ | ----- |  |  | -- |  |  |  |  |  |  |  |  |  |  |  |  |  |  |  | ----- | ---- |
| 2014 | Moto2  | Kalex |  |  | 23 |  |  |  |  |  |  |  |  |  |  |  |  |  |  |  | 0     |      |

| Legenda | 1º posto        | 2º posto            | 3º posto            | A punti      | Senza punti        | Grassetto – Pole position Corsivo – Giro più veloce |
| Legenda | Gara non valida | Non qual./Non part. | Ritirato/Non class. | Squalificato | '-' Dato non disp. | Grassetto – Pole position Corsivo – Giro più veloce |